# Стефан (Знамировский)
Архиепископ Стефан (в миру Николай Иванович Знамировский; 21 апреля 1879, Ирбит, Пермская губерния — 18 марта 1942, Верхний Чов, Коми АССР) — епископ Русской православной церкви, с 1933 года епископ (впоследствии архиепископ) Вологодский.

## Семья и образование
Родился 21 апреля 1879 года в семье мирового судьи в городе Ирбите Ирбитского уезда Пермской губернии. После смерти отца его воспитывала мать (скончалась в 1923 году).
Окончил Пермское духовное училище. В 1900 году окончил Пермскую духовную семинарию, поступил в Казанскую духовную академию, где его духовным отцом был схиархимандрит Гавриил (Зырянов). В 1904 году окончил академию со степенью кандидата богословия.

## Преподавательская деятельность
С 7 (20) октября 1904 года — преподаватель греческого языка, литургики и гомилетики в Пермской духовной семинарии.
С 1908 года — инспектор Пермской духовной семинарии. Казначей Общества вспомоществования её недостаточным воспитанникам, совершил с семинаристами паломничество в Палестину, член совета церковно-приходского попечительства при храме Рождества Богородицы, коллежский асессор (1909), одновременно преподаватель Священного Писания Нового Завета в пастырско-миссионерском училище имени о. Иоанна Кронштадтского (1911), член Совета Братства во имя свт. Стефана, надворный советник (1912), награждён орденами Св. Гроба Господня и св. Станислава II степени (1913), коллежский советник (1915), член Пермского отдела Императорского православного палестинского общества (1916) и церковно-епархиального совета (1917). Холост.
В 1917 году был кандидатом на пост Екатеринбургского архиерея (в том году в выборах могли участвовать и безбрачные миряне); получил поддержку 138 из 277 участников епархиального съезда.
В 1917—1918 годах член Поместного собора Православной Российской Церкви по избранию как мирянин от Пермской епархии, участвовал в 1-й и 2-й сессиях, секретарь VIII и член II, VII, XI, XIII, XIX Отделов. Придерживался консервативных взглядов — выступал против выборности прихожанами церковного клира, за богослужение на церковнославянском языке, допуская распространение богослужебных книг на русском языке только «для ознакомления верующих с содержанием церковных молитв».
С 1918 года — ректор Пермской духовной семинарии.

## Священник
В 1919 году вместе с армией адмирала А. В. Колчака эвакуировался в Сибирь, где был рукоположён в сан иерея. При колчаковском правительстве в Сибири выступал с проповедями, в которых призывал верующих на борьбу с большевиками. В 1919 г. на площади в Омске призывал граждан вступать в дружины «Святого Креста» для борьбы с большевиками. С этой же целью с группой агитаторов-священников разъезжал по Сибири.
С 1920 года был приходским священником в Омске, с 1921 года служил в Шадринске. Был возведён в сан протоиерея.
В 1923 году арестован в Шадринске по делу епископа Льва (Черепанова), в сентябре 1923 года переведён в Москву, в Бутырскую тюрьму; 2 октября 1923 года освобождён по амнистии.

## Архиерей
В августе 1924 года был пострижен в монашество, а 30 августа в соборе Данилова монастыря хиротонисан в сан епископа Шадринского, викария Свердловской епархии. Хиротонию возглавил Патриарх Тихон. В 1924 — временно управляющий Пермской епархией. Пользовался авторитетом среди верующих. Проявил себя как решительный противник обновленческого движения.
Получил известность не только как педагог, но и как талантливый проповедник. По воспоминаниям современников,

нужно было видеть Н. И. в момент произнесения проповеди. Он весь становился каким-то подтянутым, стремительным, взгляд его был направлен вдаль, голос звучал властно, и весь вид его был величественным.

28 январе 1926 года заместитель Патриаршего Местоблюстителя митрополит Сергий (Страгородский) послал епископу Стефану телеграмму, в которой духовенству и пастве Екатеринбургской епархии в связи с участием правящего архиерей Григория (Яцковского) в т. н. «григорьевском» расколе «во всех церковных делах обращаться пока к Преосвященному Епископу Стефану», сохраняя поминовение архиепископа Григория, но воздерживаться от богослужебного и делового общения с ним. Однако не позднее 29 января того же года митрополит Сергий послал новую телеграмму: «В виду выяснившегося нежелания запрещённого Арх[иепископа] Григория отказаться от самочиния, он увольняется от Екатеринбургской кафедры. Благоволите поэтому прекратить поминовение его имени за богослужением в церквах Екатеринбургской епархии (Временно должно быть возносимо ваше имя) и, во-вторых, предложить духовенству и мирянам обсудить вопрос о постоянном архиерее для Екатеринбурга».
18 сентября 1926 года арестован в Шадринске, четыре месяца пробыл в Свердловской тюрьме. Особым Совещанием при Коллегии ОГПУ СССР 14 января 1927 года приговорён по статье 58-5 УК РСФСР к трём годам лишения права проживать в крупных городах и на Урале (фактически выслан в Казань).
16 сентября 1927 года назначен епископом Калужским. Отказался от назначения ввиду неприятия т. н. «Декларации» и 10 июля 1928 года уволен от управления епархией.

Архиепископ Стефан

27 июля 1928 года запрещён в священнослужении заместителем Патриаршего местоблюстителя митрополитом Сергием (Страгородским). Жил в Вятке. С 24 апреля 1929 года — епископ Вятский и Слободской.
28 апреля 1930 года арестован, 18 сентября 1930 года особым совещанием при коллегии ОГПУ СССР осуждён по ст. 58-13 УК РСФСР на три года заключения в лагере, считая срок с 28 апреля 1930 года. Отбывал заключение в городе Соликамске Пермской области, в Уральском (Красновишерском) лагере особого назначения.
С 16 июня 1933 года — епископ Ульяновский. С 5 октября 1933 года — епископ Вологодский. 23 марта 1934 года возведён в сан архиепископа.
9 июня 1934 года направил заместителю Патриаршего Местоблюстителя митрополиту Сергию (Страгородскому) рапорт, в котором поздравлял его с возведением в достоинство митрополита Московского и Коломенского: «Сей великий акт — поистине есть правдивый отзвук общих чувств, общего настроения всех святителей нашей Российской Православной Церкви, и не только святителей, но и всего православного духовенства и всех православных верующих».
25 сентября 1935 года арестован в Вологде, не признал себя виновным в руководстве «контрреволюционной церковно-кулацкой организацией», приговорён по ст. 58-10 УК РСФСР к пяти годам лишения свободы. Определением Спецколлегии Верховного Суда РСФСР от 9 апреля 1936 года приговор Спецколлегии Северного краевого суда был отменён и дело передано на доследование. 21 августа 1936 года Особое Совещание при НКВД СССР повторно рассмотрело данное дело и за «антисоветскую деятельность» приговорило по ст. 58-10, 58-11 УК РСФСР к 5 годам ссылки в Северный край, считая срок с 26 сентября 1935 года.
Во время следствия и суда в 1935 году находился в заключении ДПЗ при секторе НКВД в г. Вологда, затем был переведён в Архангельск в тюрьму УНКВД СССР Северного края, где находился в заключении по 5 марта 1936 года. Затем был снова переведён в Вологодскую тюрьму УНКВД Северного края, в которой находился до 20 апреля 1936 года. Ссылку отбывал в селе Тентюково (ныне в черте города Сыктывкар), где проживал вместе со своим келейником у своей племянницы Анны Тимофеевны Рогозиной.
14 июня 1938 года вновь арестован по обвинению в том, что «на устраиваемых контрреволюционных сборищах ставил вопрос о необходимости объединения церковников всех течений для организованной борьбы с Советской властью. Имел связь с участниками контрреволюционной группы церковников фашистского толка, именуемой „Священная дружина“, ликвидированной в начале 1937 года». 24 марта 1939 года приговорён Верховным Судом Коми АССР по ст. 58-10, 58-11 УК РСФСР к 3 годам лишения свободы. Отбывал наказание в Верхне-Човской исправительно-трудовой колонии.

## Последний арест и гибель
В июне 1941 был освобождён, но через два месяца, 9 августа 1941 года, арестован за то, что, «отбывая данное ему по суду наказание, как меру социальной защиты, в Верхне-Човской ИТК с 1939 года по июнь 1941 года, проводил контрреволюционную агитацию и религиозную пропаганду, направленную на поражение существующего строя СССР и восстановление капиталистического строя и религии». Виновным себя не признал. 17 октября 1941 года судебной коллегией по уголовным делам Верховного суда Коми АССР приговорён к расстрелу. Находился в Верхне-Човском СИЗО. После отклонения кассационной жалобы приговор был приведён в исполнение 18 марта 1942 года в «1» час «10» минут, посёлок Верхний Чов Слободского сельсовета Сыктывдинского района Коми АССР, ныне, утратив статус населённого пункта, входит в Эжвинский район города Сыктывкара Республики Коми.
Похоронен на кладбище Верхне-Човского ИТК, ныне в городе Сыктывкаре, но точное место расположения могилы не известно.
20 мая 1964 года Президиумом Верховного Суда РСФСР реабилитирован по обвинениям 1936 года. 6 апреля 1989 года признан невиновным по обвинениям 1941 года.
6 апреля 1989 года Прокуратурой Кировской области реабилитирован по приговору от 18 сентября 1930 года.
7 августа 1992 года Прокуратурой Курганской области реабилитирован по обвинениям 1927 года.

## Сочинения
- Личное спасение и общественное служение христианина // Деятель. 1904. № 8.
- Внутренний мир пастыря Церкви по книге отца Иоанна Сергиева Кронштадтского «Моя жизнь во Христе» // Православный собеседник. 1905. № 7/8.
- Протоиерей Владимир Васильевич Страмковский // Пермские епархиальные ведомости. 1906. № 3; Слова // Там же. 1908. № 28, 30.
- Слово // Пермские епархиальные ведомости. 1909. С. 561.
- Слово в день похорон премьер-министра статс-секретаря П. А. Столыпина // Пермские епархиальные ведомости. 1911. № 28.
- К 9 мая // Пермские епархиальные ведомости. 1912. № 13.
- Проводы воспитанников духовной семинарии в военное училище // Пермские епархиальные ведомости. 1914. № 35.
- Слово в неделю Православия; Под священной сенью Гефсимании; Речь; Слово в день Преображения Господня; Слово в день свт. Митрофана, епископа Воронежского // Пермские епархиальные ведомости. 1915. № 7, 10, 15, 28, 34.
- О христианской свободе // Пермские епархиальные ведомости. 1917. № 18/19.
- Рапорт // Вестник церковной истории. 2010. № 19/20. С. 198—199.